# Radiancia
En radiometría la radiancia es el flujo radiante emitido, reflejado, transmitido o recibido por una superficie dada. La radiancia se utiliza para caracterizar la emisión difusa y la reflexión de la radiación electromagnética y para cuantificar la emisión de neutrinos y otras partículas. La unidad del SI de radiancia es el vatio por metro cuadrado por estereorradián (W m-2 sr-1). Aunque dado que el estereorradián es estrictamente adimensional, puede considerarse que la unidad es el vatio por metro cuadrado (W m-2). La cantidad relacionada de radiancia espectral es la radiancia de una superficie por unidad de frecuencia o longitud de onda, dependiendo de si el espectro se toma en función de la frecuencia o de la longitud de onda.
Históricamente, la radiancia se llamaba "intensidad" y la radiancia espectral se llamaba "intensidad específica". Muchos campos todavía utilizan esta nomenclatura. Es especialmente dominante en transferencia de calor, astrofísica y astronomía. "Intensidad" tiene muchos otros significados en física, siendo el más común potencia por unidad de área.

## Descripción

Comparación de cantidades fotométricas y radiométricas.

La radiancia es útil porque indica qué parte de la potencia emitida, reflejada, transmitida o recibida por una superficie será recibida por un sistema óptico que mire esa superficie desde un ángulo de visión específico. En este caso, el ángulo sólido de interés es el ángulo sólido subtendido por la pupila de entrada del sistema óptico. Dado que el ojo es un sistema óptico, la radiancia y su prima la luminancia son buenos indicadores de qué tan brillante aparecerá un objeto. Por esta razón, tanto el resplandor como la luminancia a veces se denominan "brillo". Actualmente se desaconseja este uso (consulte el artículo Brillo para una discusión). El uso no estándar de "brillo" para "resplandor" persiste en algunos campos, en particular en la física del láser.
La radiancia dividida por el índice de refracción al cuadrado es invariante en óptica geométrica. Esto significa que para un sistema óptico ideal en el aire, la radiancia en la salida es la misma que la radiancia de entrada. A esto a veces se le llama conservación de la radiancia. Para sistemas ópticos pasivos reales, la radiancia de salida es como máximo igual a la de entrada, a menos que cambie el índice de refracción. Por ejemplo, si forma una imagen demagnificada con una lente, la potencia óptica se concentra en un área más pequeña, por lo que la irradiancia es mayor en la imagen. La luz en el plano de la imagen, sin embargo, llena un ángulo sólido más grande, por lo que el resplandor resulta ser el mismo suponiendo que no haya pérdida en la lente.
La radiancia espectral expresa la radiancia en función de la frecuencia o longitud de onda. La radiancia es la integral de la radiancia espectral en todas las frecuencias o longitudes de onda. Para la radiación emitida por la superficie de un cuerpo negro ideal a una temperatura dada, la radiancia espectral se rige por la ley de Planck, mientras que la integral de su radiancia, sobre el hemisferio hacia el que irradia su superficie, está dada por la ley de Stefan-Boltzmann. Su superficie es lambertiana, de modo que su radiancia es uniforme con respecto al ángulo de visión, y es simplemente la integral de Stefan-Boltzmann dividida por π. Este factor se obtiene a partir del ángulo sólido 2π estereorradianes de un hemisferio disminuido por integración sobre el coseno del ángulo cenital.

## Definiciones matemáticas

### Resplandor
La radiancia de una superficie, denotada como L e,Ω ("e" para "energético", para evitar confusión con cantidades fotométricas, y "Ω" para indicar que se trata de una cantidad direccional), se define como 
{\displaystyle L_{\mathrm {e} ,\Omega }={\frac {\partial ^{2}\Phi _{\mathrm {e} }}{\partial \Omega \,\partial (A\cos \theta )}},}
donde
- ∂ es el símbolo de la derivada parcial
- Φ e es el flujo radiante emitido reflejado, transmitido o recibido;
- Ω es el ángulo sólido
- A cos θ es el área proyectada

En general, L e,Ω es una función de la dirección de visión, dependiendo de θ a través de cos θ y del ángulo de azimut a través de ∂Φe/∂Ω. Para el caso especial de una superficie lambertiana, ∂2Φe/(∂Ω ∂A) es proporcional a cos θ y Le ,Ω es isotrópica (independiente de la dirección de visión).
Al calcular la radiancia emitida por una fuente, A se refiere a un área en la superficie de la fuente y Ω al ángulo sólido en el que se emite la luz. Al calcular la radiancia recibida por un detector, A se refiere a un área en la superficie del detector y Ω al ángulo sólido subtendido por la fuente vista desde ese detector. Cuando se conserva la radiancia, como se analizó anteriormente, la radiancia emitida por una fuente es la misma que la recibida por un detector que la observa.

### Resplandor espectral
La radiancia espectral en frecuencia de una superficie, denotada L e,Ω,ν, se define como 
{\displaystyle L_{\mathrm {e} ,\Omega ,\nu }={\frac {\partial L_{\mathrm {e} ,\Omega }}{\partial \nu }},}
donde ν es la frecuencia.
La radiancia espectral en longitud de onda de una superficie, denotada como L e,Ω,λ, se define como 
{\displaystyle L_{\mathrm {e} ,\Omega ,\lambda }={\frac {\partial L_{\mathrm {e} ,\Omega }}{\partial \lambda }},}
donde λ es la longitud de onda.

## Conservación del resplandor básico.
La radiancia de una superficie está relacionada con la  extensión por
{\displaystyle L_{\mathrm {e} ,\Omega }=n^{2}{\frac {\partial \Phi _{\mathrm {e} }}{\partial G}},}
donde
- n es el índice de refracción en el que está sumergida esa superficie
- G es la longitud del haz de luz

A medida que la luz viaja a través de un sistema óptico ideal, se conservan tanto el efecto como el flujo radiante. Por lo tanto, la radiancia básica definida por 
{\displaystyle L_{\mathrm {e} ,\Omega }^{*}={\frac {L_{\mathrm {e} ,\Omega }}{n^{2}}}}
también se conserva. En sistemas reales, la emisión puede aumentar (por ejemplo debido a la dispersión) o el flujo radiante puede disminuir (por ejemplo debido a la absorción) y, por tanto, la radiancia básica puede disminuir. Sin embargo, es posible que étendue no disminuya y que el flujo radiante no aumente y, por lo tanto, es posible que la radiación básica no aumente.

## Unidades de radiometría SI
| Magnitud                                                                   | Magnitud | Unidad                                                 | Unidad          | Dimensión | Notas |
| Nombre                                                                     | Símbolo  | Nombre                                                 | Símbolo         | Dimensión | Notas |
| -------------------------------------------------------------------------- | -------- | ------------------------------------------------------ | --------------- | --------- | --- |
| Energía radiante                                                           | Qe       | julio                                                  | J               | M⋅L2⋅T−2  | Energía de la radiación electromagnética. |
| Densidad de energía radiante                                               | we       | julio por metro cúbico                                 | J/m3            | M⋅L−1⋅T−2 | Energía radiante por unidad de volumen. |
| Flujo radiante                                                             | Φe       | vatio                                                  | W = J/s         | M⋅L2⋅T−3  | Energía radiante emitida, reflejada, transmitida o recibida, por unidad de tiempo. A esto a veces también se le llama "potencia radiante", y se llama luminosidad en astronomía. |
| Flujo espectral                                                            | Φe,ν     | vatio por hercio                                       | W/Hz            | M⋅L2⋅T−2  | Flujo radiante por unidad de frecuencia o longitud de onda. Este último se mide comúnmente en W⋅nm−1. |
| Flujo espectral                                                            | Φe,λ     | vatio por metro                                        | W/m             | M⋅L⋅T−3   | Flujo radiante por unidad de frecuencia o longitud de onda. Este último se mide comúnmente en W⋅nm−1. |
| Intensidad radiante                                                        | Ie,Ω     | vatio por estereorradián                               | W/sr            | M⋅L2⋅T−3  | Flujo radiante emitido, reflejado, transmitido o recibido, por unidad de ángulo sólido. Es una cantidad "direccional". |
| Intensidad espectral                                                       | Ie,Ω,ν   | vatio por estereorradián por hercio                    | W⋅sr−1⋅Hz−1     | M⋅L2⋅T−2  | Intensidad radiante por unidad de frecuencia o longitud de onda. Este último se mide comúnmente en W⋅sr−1⋅nm−1. Es una magnitud direccional. |
| Intensidad espectral                                                       | Ie,Ω,λ   | vatio por estereorradián por metro                     | W⋅sr−1⋅m−1      | M⋅L⋅T−3   | Intensidad radiante por unidad de frecuencia o longitud de onda. Este último se mide comúnmente en W⋅sr−1⋅nm−1. Es una magnitud direccional. |
| Radiancia                                                                  | Le,Ω     | vatio por estereorradián por metro cuadrado            | W⋅sr−1⋅m−2      | M⋅T−3     | Flujo radiante emitido, reflejado, transmitido o recibido por una superficie, por unidad de ángulo sólido por unidad de área proyectada. Es una cantidad "direccional", a la que a veces también se le llama confusamente "intensidad". |
| Radiancia espectral Intensidad específica                                  | Le,Ω,ν   | vatio por estereorradián por metro cuadrado por hercio | W⋅sr−1⋅m−2⋅Hz−1 | M⋅T−2     | Resplandor de una superficie por unidad de frecuencia o longitud de onda. Este último se mide comúnmente en W⋅sr−1⋅m−2⋅nm−1. Es una cantidad "direccional", a la que a veces también se le llama confusamente "intensidad espectral". |
| Radiancia espectral Intensidad específica                                  | Le,Ω,λ   | vatio por estereorradián por metro cuadrado, por metro | W⋅sr−1⋅m−3      | M⋅L−1⋅T−3 | Resplandor de una superficie por unidad de frecuencia o longitud de onda. Este último se mide comúnmente en W⋅sr−1⋅m−2⋅nm−1. Es una cantidad "direccional", a la que a veces también se le llama confusamente "intensidad espectral". |
| Irradiancia Densidad de flujo                                              | Ee       | vatio por metro cuadrado                               | W/m2            | M⋅T−3     | Flujo radiante recibido por una superficie por unidad de área. A esto a veces también se le llama confusamente "intensidad". |
| Irradiancia espectral Densidad de flujo espectral                          | Ee,ν     | vatio por metro cuadrado por hercio                    | W⋅m−2⋅Hz−1      | M⋅T−2     | Irradiancia de una superficie por unidad de frecuencia o longitud de onda. A esto a veces también se le llama confusamente "intensidad espectral". Las unidades de densidad de flujo espectral que no pertenecen al SI incluyen jansky (unidad) ((1 Jy = 10−26 W⋅m−2⋅Hz− 1)) y unidad de flujo solar ((1 sfu = 10−22 W⋅m−2⋅Hz−1 = 104 Jy)). |
| Irradiancia espectral Densidad de flujo espectral                          | Ee,λ     | vatio por metro cuadrado, por metro                    | W/m3            | M⋅L−1⋅T−3 | Irradiancia de una superficie por unidad de frecuencia o longitud de onda. A esto a veces también se le llama confusamente "intensidad espectral". Las unidades de densidad de flujo espectral que no pertenecen al SI incluyen jansky (unidad) ((1 Jy = 10−26 W⋅m−2⋅Hz− 1)) y unidad de flujo solar ((1 sfu = 10−22 W⋅m−2⋅Hz−1 = 104 Jy)). |
| Radiosidad                                                                 | Je       | vatio por metro cuadrado                               | W/m2            | M⋅T−3     | Flujo radiante que sale (emitido, reflejado y transmitido por) una superficie por unidad de área. A esto a veces también se le llama confusamente "intensidad". |
| Radiosidad espectral                                                       | Je,ν     | vatio por metro cuadrado por hercio                    | W⋅m−2⋅Hz−1      | M⋅T−2     | Radiosidad de una superficie por unidad de frecuencia o longitud de onda. Este último se mide comúnmente en W⋅m−2⋅nm−1. A esto a veces también se le llama confusamente "intensidad espectral". |
| Radiosidad espectral                                                       | Je,λ     | vatio por metro cuadrado, por metro                    | W/m3            | M⋅L−1⋅T−3 | Radiosidad de una superficie por unidad de frecuencia o longitud de onda. Este último se mide comúnmente en W⋅m−2⋅nm−1. A esto a veces también se le llama confusamente "intensidad espectral". |
| Salida radiante                                                            | Me       | vatio por metro cuadrado                               | W/m2            | M⋅T−3     | Flujo radiante emitido por una superficie por unidad de área. Este es el componente emitido de la radiosidad. "Emitancia radiante" es un término antiguo para esta cantidad. A esto a veces también se le llama confusamente "intensidad".                                                                                                  |
| Salida espectral                                                           | Me,ν     | vatio por metro cuadrado por hercio                    | W⋅m−2⋅Hz−1      | M⋅T−2     | Exitancia radiante de una superficie por unidad de frecuencia o longitud de onda. Este último se mide comúnmente en W⋅m−2⋅nm−1. "Emitancia espectral" es un término antiguo para esta cantidad. A esto a veces también se le llama confusamente "intensidad espectral".                                                                     |
| Salida espectral                                                           | Me,λ     | vatio por metro cuadrado, por metro                    | W/m3            | M⋅L−1⋅T−3 | Exitancia radiante de una superficie por unidad de frecuencia o longitud de onda. Este último se mide comúnmente en W⋅m−2⋅nm−1. "Emitancia espectral" es un término antiguo para esta cantidad. A esto a veces también se le llama confusamente "intensidad espectral".                                                                     |
| Exposición radiante                                                        | He       | julio por metro cuadrado                               | J/m2            | M⋅T−2     | Energía radiante recibida por una superficie por unidad de área, o equivalentemente irradiancia de una superficie integrada a lo largo del tiempo de irradiación. A esto a veces también se le llama "fluencia radiante". |
| Exposición espectral                                                       | He,ν     | julio por metro cuadrado por hercio                    | J⋅m−2⋅Hz−1      | M⋅T−1     | Exposición radiante de una superficie por unidad de frecuencia o longitud de onda. Este último se mide comúnmente en J⋅m−2⋅nm−1. A esto a veces también se le llama "fluencia espectral". |
| Exposición espectral                                                       | He,λ     | julio por metro cuadrado, por metro                    | J/m3            | M⋅L−1⋅T−2 | Exposición radiante de una superficie por unidad de frecuencia o longitud de onda. Este último se mide comúnmente en J⋅m−2⋅nm−1. A esto a veces también se le llama "fluencia espectral". |
| Véase también: Sistema Internacional de Unidades, Radiometría y Fotometría |          |                                                        |                 |           | |